# Клери ан Вексен
Клери ан Вексен (фр. Cléry-en-Vexin) је насељено место у Француској у региону Париски регион, у департману Долина Оазе.
По подацима из 2011. године у општини је живело 404 становника, а густина насељености је износила 79,22 становника/km².

## Демографија
| 1962. | 1968. | 1975. | 1982. | 1990. | 2011. |
| ----- | ----- | ----- | ----- | ----- | ----- |
| 217   | 226   | 229   | 225   | 356   | 404   |